# Frassine
Frassine is een plaats (frazione) in de Italiaanse gemeente Monterotondo Marittimo.